# Двейн Джонсон
Двейн Ду́глас (Ду́ґлас) Джо́нсон (англ. Dwayne Douglas Johnson; нар. 2 травня 1972, Гейвард, Каліфорнія), спортивне та сценічне прізвисько Скеля (англ. The Rock) — американо-канадійський актор, а також відомий реслер. З 1996 року по 2004 рік виступав в World Wrestling Federation/Entertainment (WWF/E). Є членом ради директорів TKO, компанії що володіє WWE, і періодично виступає на шоу промоушену. Двейн є восьмиразовим чемпіоном WWF/E, дворазовим чемпіоном у важкій вазі WCW, дворазовим інтерконтинентальним чемпіоном WWF і п'ятикратним чемпіоном командним WWF. Також є шостим чемпіоном Потрійної корони і переможцем Королівської битви 2000 року.
У 2000 році написав автобіографічну книгу «The Rock Says», яка дебютувала на першому місці в списку бестселерів New York Times. З 2001 року він почав зніматися в кіно, а в 2002 році знявся в головній ролі фільму «Цар скорпіонів». Його гонорар в 5,5 мільйонів доларів був занесений до Книги рекордів Гіннесса як найвищий гонорар за першу головну роль. Знявся також у таких фільмах, як «Мумія повертається», «Широко крокуючи», «Скарб Амазонки», «Doom», «Будь кмітливим», «Казки Півдня», «Відьмина гора», «Зубна фея», «Копи на підхваті», «Нещадний», «Форсаж 5», «Форсаж 6», «Подорож 2: Таємничий острів».
За підсумками 2019 року перебуває на 2-му місці рейтингу Forbes серед найбільш високооплачуваних акторів; його заробіток склав $87,5 млн (10-е місце в загальному рейтингу знаменитостей).

## Біографія
Двейн Джонсон — син Ати (до шлюбу Майвія; англ. Maivia) і відомого реслера «Соулмена» Роккі Джонсон. Через матір є членом відомої великої родини у професійній боротьбі Anoaʻi family. Народився 2 травня 1972 року в місті Гейвард, Каліфорнія. Його дід по материнській лінії «Хай Чіф» Пітер Майвія також був реслером, а бабуся Лія Майвія керувала реслерським промоушеном Polynesian Pacific Pro Wrestling з 1982 по 1988 рік. У дитинстві він деякий час жив в Окленді, Нова Зеландія з родиною матері. В Окленді Джонсон відвідував початкову школу Річмонд Роад. Пізніше він переїхав до Гонолулу, Гаваї, де провчився до 11 класу в старшій школі імені президента Уїлльяма Маккінлі. Перед 11 класом його батьки переїхали в Бетлехем, Пенсільванія, де він відвідував старшу школу Бетлехем Фрідом. Тут він почав грати в американський футбол за шкільну команду, а також був членом шкільної команди з легкої атлетики та боротьби. Після закінчення школи багато університетів пропонували йому вступити до них, і Джонсон вибрав Університет Маямі, який запропонував йому стипендію, що включає повне утримання. У 1991 році він разом з футбольною командою Маямі Харікейнс став переможцем національного чемпіонату NCAA. Джонсон закінчив навчання в університеті в 1995 році, отримавши ступінь бакалавра з кримінології та психології. По закінченню університету він підписав трирічний контракт з командою «Калгарі Стампідерс» з Канадської футбольної ліги, але, відігравши всього сезон, отримав травму спини і змушений був закінчити кар'єру професійного футболіста.

## Кар'єра в професійному реслінгу

### Дебют в World Wrestling Federation (1996)

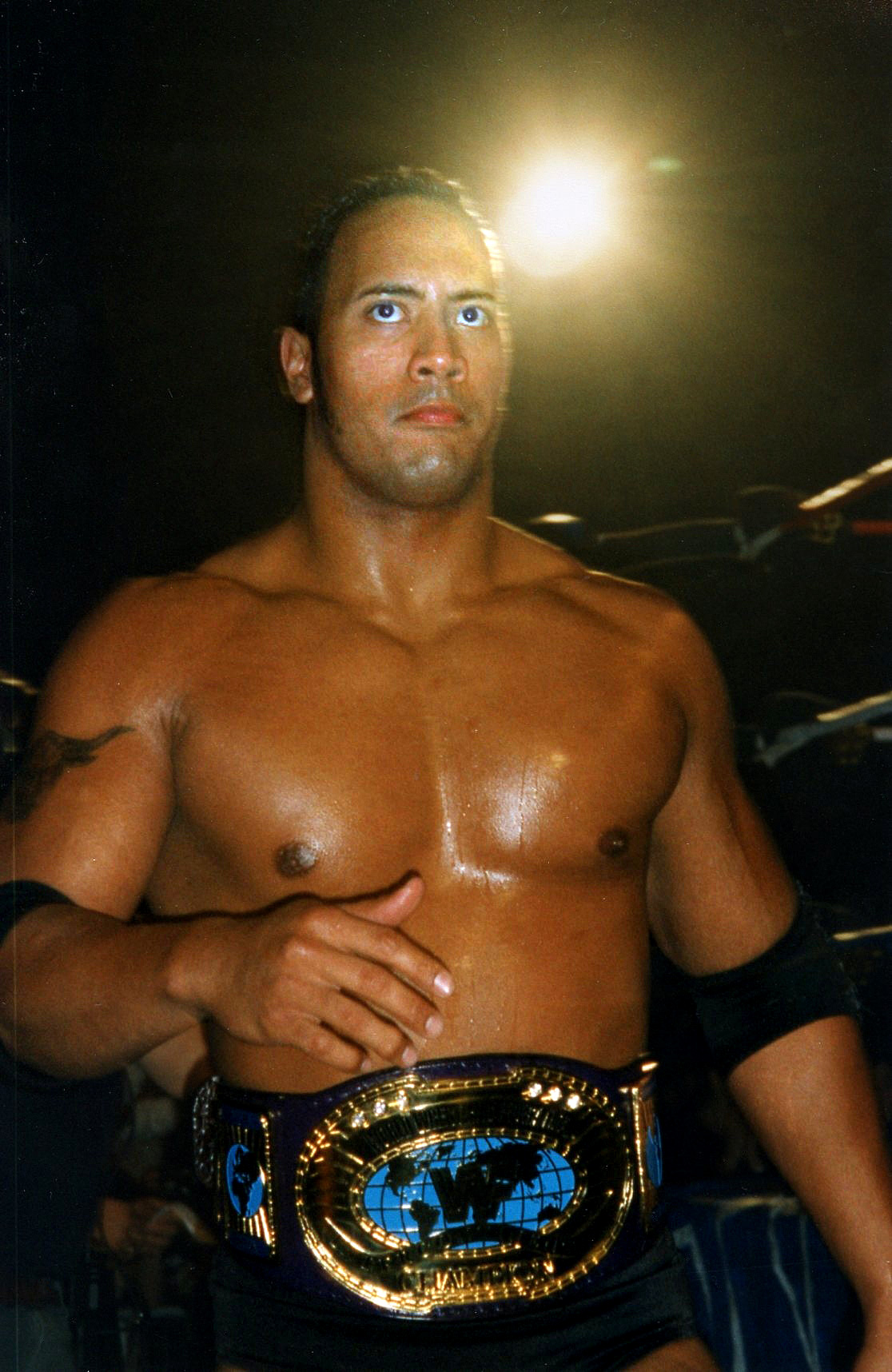
Скеля з титулом інтерконтинентального чемпіона

Джонсон дебютував в WWF 1996 року під ім'ям Роккі Майвія. Сценічне ім'я було складено з імен його батька і діда і, спочатку, йому не дуже сподобалася ця ідея, але глава правління WWF Вінс Макмен і коментатор Джим Росс змогли його переконати взяти його. Керівництво WWF почало грати на зв'язку Джонсона з батьком та дідом, називаючи його першим в історії команди реслером в третьому поколінні.
З самого дебюту, WWF почали просувати Джонсона, відіграваючи роль фейса, незважаючи на нестачу в нього досвіду в професійному реслінгу. Джонсон дебютував на ринзі в листопаді 1996 року під час ППВ шоу Survivor Series, де в командному поєдинку на вибивання залишився останнім. Вже після трьох місяців у компанії 13 лютого 1997 року він виграв титул інтерконтинентального чемпіона WWF, перемігши Хантера Херст Хелмслі. Однак вболівальники незабаром втомилися від однотипного хорошого персонажа, багато в чому через набираючого в той час популярності Льодову Брилу (Стіва Остіна). В результаті під час його поєдинків вболівальники викрикували «Помри, Роккі, помри!» (англ. «Die Rocky Die!») та «Роккі — відстій!» (англ. «Rocky Sucks!»).

### Nation of Domination і суперництво з D-Generation X (1997—1998)
Після програшу титулу інтерконтинентального чемпіона WWE Оуену Харту 28 квітня 1997 року під час епізоду Raw is War та повернення після травми, Джонсон стає хілом. Він приєднується до угруповання Nation of Domination, до якої входили Фарук, Ді'Ло Браун та Кама. З цього ж часу він починає використовувати ім'я Скеля Роккі Майвія, яке через деякий час скоротив до просто «Скеля». Про себе він починає говорити в третій особі, починаючи речення із «Скеля говорить…» (англ. «The Rock says…»).
Під час шоу In Your House Стів Остін переміг Скелю менш, ніж за 6 хвилин та зберіг пояс інтерконтинентального чемпіона. Під час наступного епізоду Raw is War, що пройшов наступного дня, Вінс Макмегон призначив матч-реванш за чемпіонський титул, але Остін відмовляється битися і позбавляється пояса, який передається Джонсону. Кінець 1997 року і початок 1998 року проходить у постійній ворожнечі між Скелею та Остіном.
У Джонсона починається ворожнеча з Фаруком, який став незадоволений тим, що Скеля починає зазіхати на лідерство в угрупованні. Ця ворожнеча закінчується поєдинком на шоу Over the Edge за титул інтерконтинентального чемпіона, який виграє Скеля. Після цього він починає фьюд з Тріпл Ейч з угрупування D-Generation X. Перший їх поєдинок за титул закінчився перемогою Скелі, пізніше вони зустрічаються під час шоу Fully Loaded в поєдинку до трьох перемог, який виграє Скеля. Але на шоу SummerSlam в поєдинку зі сходами Джонсон програє титул. На шоу Breakdown Скеля виграє двобій у сталевій клітці проти Кена Шемрока та Менкаінда і стає претендентом номер один на поєдинок за титул чемпіона WWF.

### The Corporation (1998—1999)
Популярність Скелі почала зростати, що призвело його до переходу в фейси та початку ворожнечі з Містером Макменом. З цього моменту Скеля починає називати себе «Народним Чемпіоном». Однак на ППВ Survivor Series, у фіналі турніру «Deadly Game», коли Скеля провів Менкаінду прийом «Снайпер», Макмен звелів бити в гонг, назвавши Скелю новим чемпіоном WWF. Цей вчинок був пародією на подію, відому під назвою «Монреальський облом», яке сталося на минулому Survivor Series.
Скеля, будучи «Чемпіоном Корпорації», знову стає хілом, в той час як Менкайнд, навпаки, отримує підтримку глядачів. На Raw Is War 4 січня 1999 року Менкайнд повертає собі титул за допомогою Стіва Остіна, але на ППВ Royal Rumble Скеля перемагає Менкайнда в матчі «I Quit», нокаутувавши його численними ударами стільцем. У матчі за правилами «Empty Arena», що пройшов 31 січня 1999 року, Менкайнд утримує Скелю за допомогою навантажувача. Ворожнеча закінчилася перемогою Скелі в сходовому матчі з втручанням Біг Шоу.
Скеля залишається чемпіоном до Реслманії XV, де програє титул Стіву Остіну. Приблизно в цей час Скеля починає користуватися підтримкою глядачів, висміюючи інших Реслер в різних інтерв'ю та закулісних сегментах. У середині 1999 року Скеля продовжує ворожнечу з Triple H, а також з Біллі Ганном.

### The Rock 'n' Sock Connection (1999)
Ближче до кінця 1999 року Скеля ворогує з командою Гробаря і Біг Шоу, і до нього примикає його колишній противник Менкайнд. Скеля та Менкайнд утворюють команду Rock 'n' Sock Connection, одну з найцікавіших команд в історії World Wrestling Federation. Менкайнд намагався у всьому наслідувати Скелю, в свою чергу, не звертає на нього уваги; при цьому обидва персонажі користувалися популярністю у глядачів. Rock 'n' Sock Connection тричі ставали командними чемпіонами. Сегмент «This Is Your Life» за участю Менкайнда та Скелі отримав рейтинг 8.4 і є одним з найбільш рейтингових епізодів в історії Raw.

### Боротьба за чемпіонство WWF (2000)
Скеля взяв участь в Королівської Битві під номером 24 і виграв її, виконав у фіналі Біг Шоу. На No Way Out Біг Шоу перемагає Скелю (попередньо отримав удар стільцем від Шейна МакМена) і стає претендентом на титул Чемпіона WWF, яким володів Triple H. У матчі-реванші Скеля переміг Біг Шоу, відібравши право бути претендентом. У підсумку на Реслманії 2000 був призначений титульний чотиристоронній матч на вибування між Скелею, Біг Шоу, Triple H та Міком Фолі. В кінці матчу містер МакМен зрадив Скелю та допоміг Triple H відстояти пояс.
Такі місяці Скеля ворогував з Triple H. На Backlash 2000 Скеля став чемпіоном WWF в четвертий раз, після того як у залу на вантажівці в'їхав Стів Остін та розігнав союзників Triple H. На Judgment Day в матчі «Залізна Людина» зі спеціальним суддею Шоном Майклз Скеля був дискваліфікований та втратив титул. На King of the Ring чемпіонський пояс був поставлений на кін в командному матчі Скелі, Кейна та Гробаря проти Triple H, Вінса та Шейна МакМенів. Скеля здобуває перемогу і в п'ятий раз стає чемпіоном. Далі послідували успішні захисти титулу від Кріса Бенуа, Курта Енгла, Triple H, Гробаря, Кейна.

### Завершення кар'єри (2004—2009)
Скеля повернувся 2004 року, допомагаючи Міку Фолі в його боротьбі з угрупованням Evolution (Рік Флер, Ренді Ортон, Тріпл Ейч та Батіста). На Реслманії ХХ Джонсон і Фолі програли в нерівному поєдинку Evolution, після того, як Ортон провів RKO Фолі.
29 березня 2009 року Джонсон з'явився на церемонії включення його батька Роккі Джонсона і діда Пітера Майвія в Зал Слави WWE. У вересні 2009 року він з'явився під час шоу World Xtreme Wrestling, щоб підтримати дочку свого приятеля та наставника Джіммі Снук Таміна, яка дебютувала на професійному рингу.
2 жовтня 2009 року, під час святкування десятиліття SmackDown! була показана вітальний запис Скелі. Він також згадав про можливість з'явитися в Raw як запрошений ведучий найближчим часом. В інтерв'ю Sports Illustrated він сказав, що збирався прийти на арену Raw, але через те, що повинен був поїхати до Мексики для просування свого нового фільму, змушений був відмовитися від цього. В інтерв'ю Boston Mix 104 він також підтвердив, що збирається повернутися в WWE, але не як реслер.

### Повернення в WWE; Чемпіон WWE (2011—2013)
14 лютого 2011 року Двейн Джонсон повернувся в WWE як ведучий Реслманії XXVII і почав конфронтацію з чинним чемпіоном Мізом та його майбутнім суперником на Реслманія Джоном Сіною. На Реслманії під час їхнього матчу Скеля провів «підніжжя скелі» спочатку Сіні (давши можливість Мізу утримати його), а потім самому Мізу. На наступному RAW Двейн анонсував свій поєдинок із Сіною, який відбудеться через рік, на Реслманії XXVIII. Однак, Двейн вийшов на ринг раніше WrestleMania XXVIII. На Survivor Series 2011 Скеля об'єднався з Джоном Сіною проти R-Truth та Міза. Перемогу здобули фейси завдяки Двейн, який утримав Міза після проведеного «Народного ліктя». Однак Скеля демонстрував неповагу до Сіни, а після матчу провів йому «Підніжжя скелі». Протистояння між реслерами знаходить вираз у різних промо-роликах та інтерв'ю. На Реслманії XXVIII, що пройшла в Маямі, рідному місті Джонсона, Скеля перемагає Сіну після «Підніжжя Скелі». Наступного дня Скеля відкрив RAW емоційним промо, повідомивши, що це не кінець і що у нього було видіння, у якому він знову став Чемпіоном WWE.
На тисячному епізоді Monday Night Raw, що пройшов 23 липня 2012 року, Скеля заявив, що битиметься за титул Чемпіона WWE на Королівській битві 2013 і вступив в конфронтацію з СМ Панком та Деніелом Браяном, що призвело до «Підніжжя скелі» останнім. В кінці шоу Скеля атакував Біг Шоу, втрутившись в матч між Джоном Сіною і СМ Панком за титул чемпіона WWE. Скеля збив з ніг Шоу, що бив Сіну, але був переможений СМ Панком. Потім він кілька разів з'являвся на Raw та SmackDown. На Raw 21 січня 2013 на нього напали Щит, побили його, тому Вінс Макмен ввів умову в матч Рока з CM Панком на Royal Rumble, що якщо Щит втрутиться — Панк буде позбавлений титулу. На Royal Rumble 2013 переміг СМ Панка і став чемпіоном WWE увосьме, після того як Вінс Макмен наказав почати матч спочатку через втручання Щита.

## Підтримка України
«Війна в Україні, тисячі людей загинуло а інші покинули свої домівки. Війна ще триває. Але ви знайдете багато сміливих людей які боряться — чоловіків і жінок у Києві. Наприклад всі ми знаємо мера Віталія Кличко, який як важкоатлет показав свою мужність всьому світу. Для мене честь нагородити його відзнакою Артура Еша за мужність» — Додав актор.

## Особисте життя

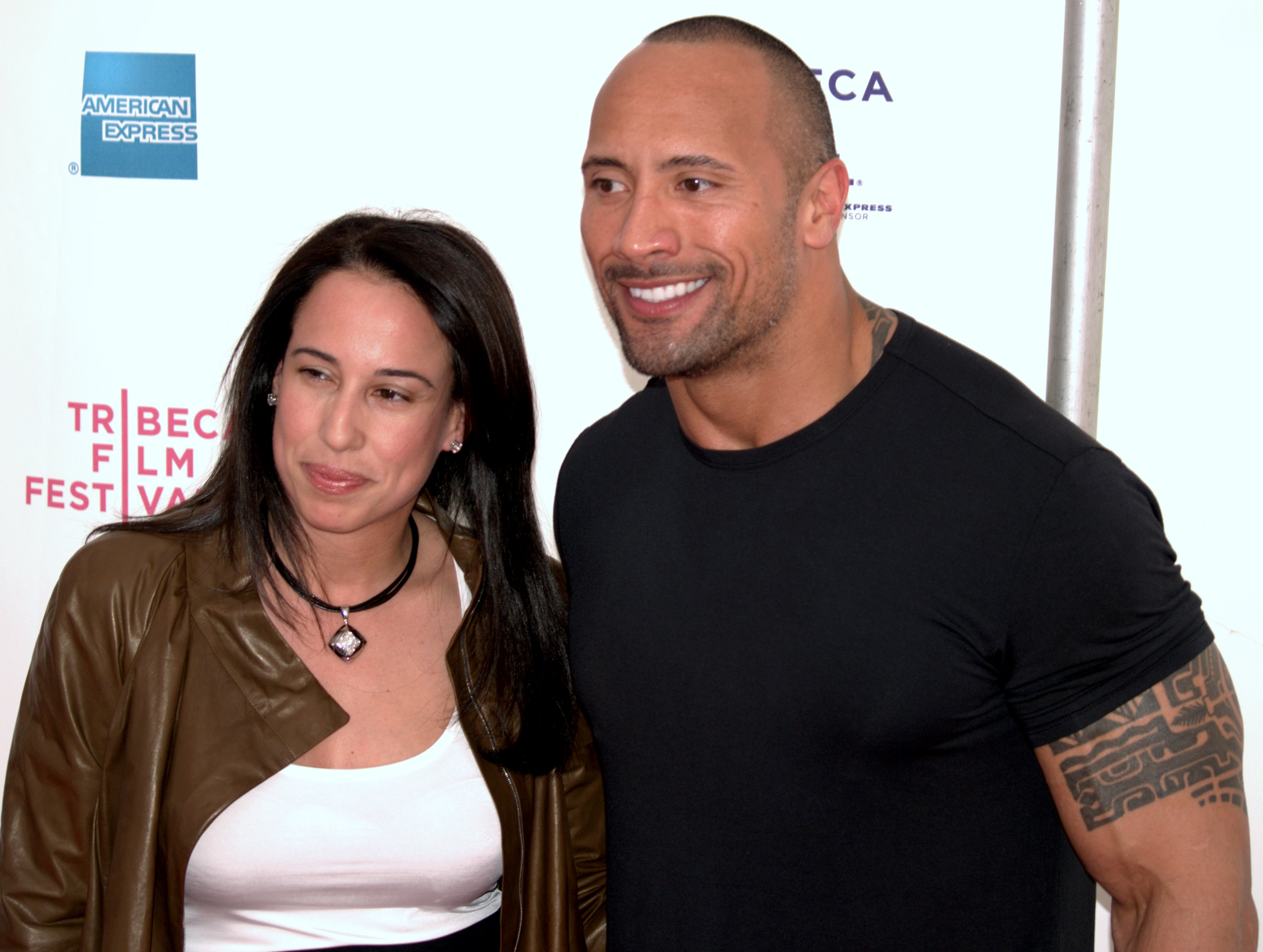
Дені Гарсія та Джонсон 2009 року на кінофестивалі Трайбека

Джонсон одружився з Дені Гарсія 3 травня 1997, наступного дня після свого 25-річчя. 14 серпня 2001 у них народилася дочка Симон Олександра. 1 червня 2007 пара оголосила, що вони більше не будуть жити разом, але залишаються хорошими друзями.
2000 року Джонсон у співавторстві з Джо Лейденом випустив автобіографічну книгу The Rock Says….. Книга посіла перше місце в списку бестселерів за версією The New York Times і залишалася на вершині списку протягом декількох тижнів.
Двейн Джонсон є хорошим другом актора та колишнього губернатора Каліфорнії Арнольда Шварценеггера.
Вважається, що Джонсон дізнався про загибель Усами Бен Ладена раніше, ніж більшість американців. Його повідомлення у Twitterі було опубліковано задовго до офіційної заяви та викликало резонанс у ЗМІ.
У вересні 2020 року Двейн Джонсон повідомив про те, що він перехворів COVID-19.